# Coenina aigneri
Coenina aigneri är en fjärilsart som beskrevs av Louis Beethoven Prout. Coenina aigneri ingår i släktet Coenina och familjen mätare. Inga underarter finns listade i Catalogue of Life.